# José Rafael Soares Costa
José Rafael Soares Costa plus connu sous le surnom Rafa est un joueur international portugais de rink hockey né le 10 novembre 1991. Il évolue depuis 2014 au sein du FC Porto.

## Palmarès

### En club

#### OC Barcelos
- Championnat du Portugal des moins de 13 ans (1)
  - Champion : 2004

#### AD Valongo
- Championnat du Portugal (1)
  - Champion : 2014

#### FC Porto
- Intercontinentale Cup (1)
  - Vainqueur : 2021

- WSE Continental Cup (1)
  - Vainqueur : 2023

- WSE Champions League (1)
  - Vainqueur : 2023

- Championnat du Portugal (6)
  - Champion : 2010, 2011, 2017, 2019, 2022 et 2024

- Coupe du Portugal (4)
  - Vainqueur : 2016, 2017, 2018 et 2022

- Supercoupe du Portugal (5)
  - Vainqueur : 2009, 2016, 2017, 2018 et 2019

- Elite Cup (1)
  - Vainqueur : 2022

- Championnat du Portugal des moins de 20 ans (2)
  - Champion : 2010 et 2011

### En sélection nationale
Portugal
- Championnat du monde (1)
  - Vainqueur : 2019

- Championnat d'Europe  (1)
  - Vainqueur : 2016

- Coupe des nations (2)
  - Vainqueur : 2015 et 2019

- Golden CAT (1)
  - Vainqueur : 2023

- Championnat d'Europe des moins de 19 ans (1)
  - Vainqueur : 2010

## Référence
1. ↑  « Fiche de José Rafael Soares Costa », sur leballonrond.fr